# Rijksweg 10

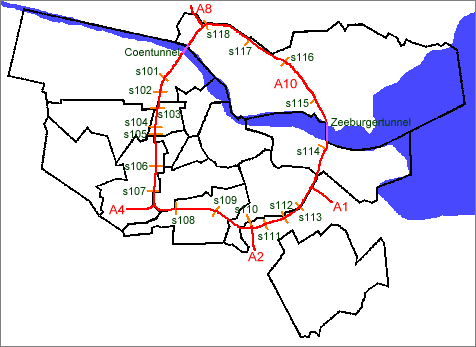
Ringweg A10

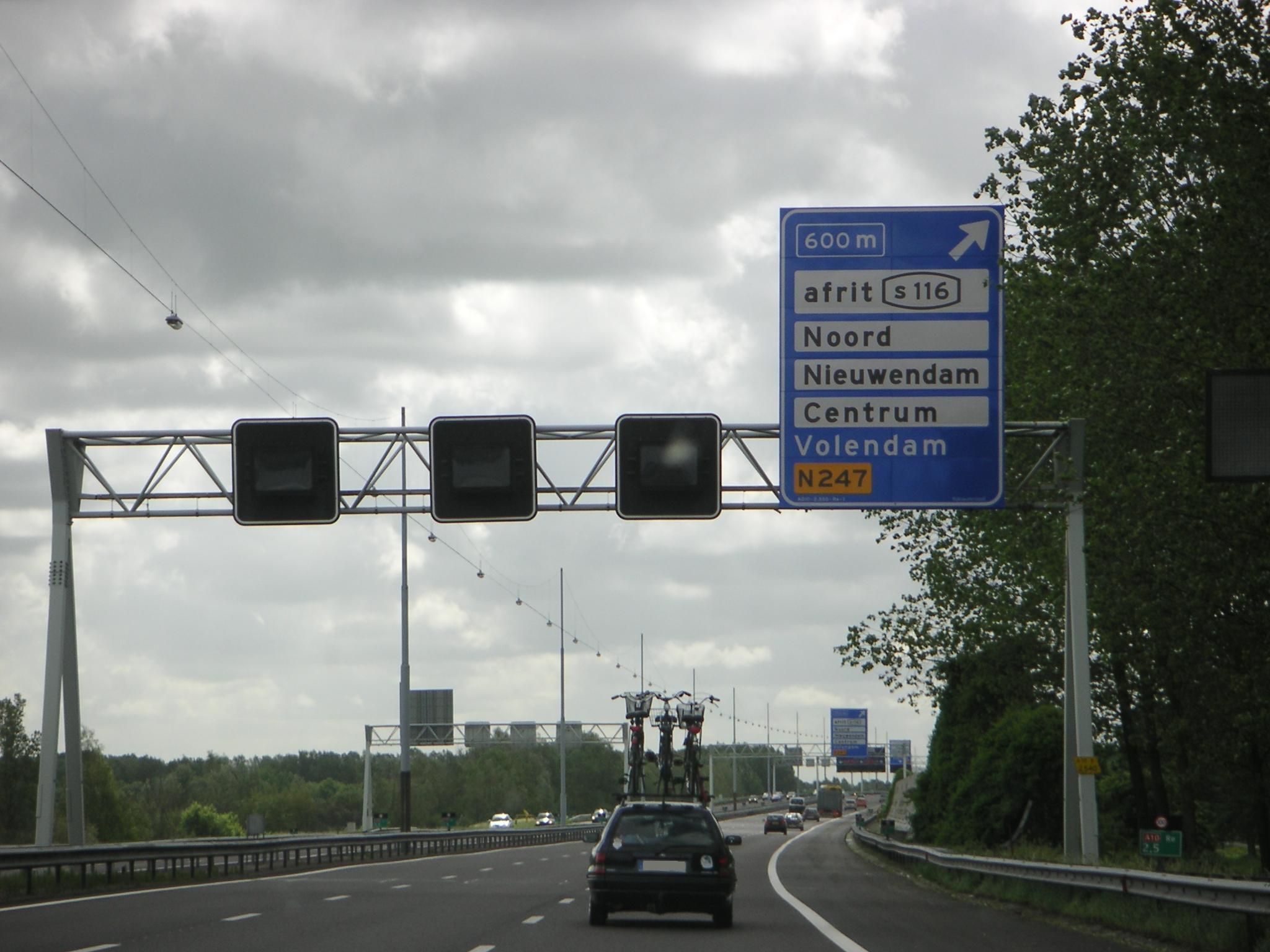
A10 ter hoogte van afrit S116

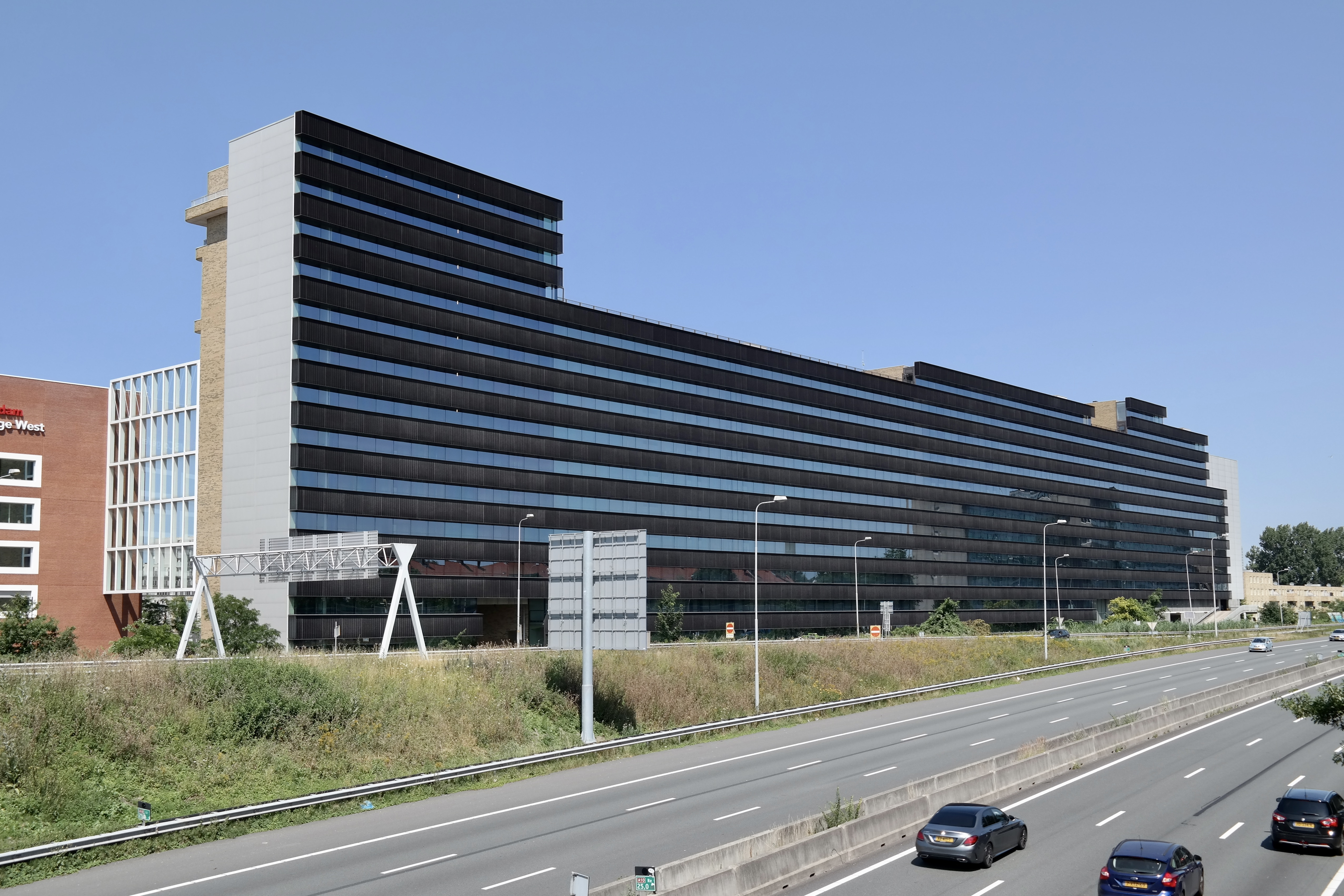
A10 ter hoogte van gebouw De Tribune in Bos en Lommer

De Rijksweg 10 (A10) is een Nederlandse autosnelweg en rijksweg, de ringweg rond Amsterdam. Tevens is het de enige ringweg in Nederland die over zijn volledige traject hetzelfde wegnummer aan blijft houden, uitgevoerd als één snelweg. De A10 heeft een lengte van 32 km, de nummering van de hectometerpaaltjes begint bij knooppunt Coenplein en loopt vervolgens met de klok mee. De nummering van de afritten en kruisende stadsroutes daarentegen loopt tegen de klok in; dit is het gevolg van de volgorde van aanleg (zie onder). Er sluiten vijf andere snelwegen op aan: de A8 en de A5 bij knooppunt Coenplein, de A4 bij knooppunt De Nieuwe Meer, de A2 bij knooppunt Amstel en de A1 bij knooppunt Watergraafsmeer.
De A10 is met gemiddeld 4600 passerende voertuigen per uur een van de drukste Rijkswegen van Nederland en de belangrijkste autoweg van de Metropoolregio Amsterdam.
De snelweg bevindt zich op het grondgebied van de gemeenten Amsterdam en Ouder-Amstel. De delen van Amsterdam die niet omringd worden door de A10 zijn Amsterdam Nieuw-West, Buitenveldert, Landelijk Noord, Amsterdam-Zuidoost, IJburg en Weesp.
In het noorden en oosten, tussen de knooppunten Coenplein, Watergraafsmeer en Amstel, maakt de A10 deel uit (en vormt tevens het begin) van de E35. Het westelijk deel tussen knooppunten De Nieuwe Meer en Coenplein maakt deel uit van de E22. Het zuidelijk deel tussen knooppunten De Nieuwe Meer en Amstel maakt sinds 2011 deel uit van de E19.

## Geschiedenis
De bouw van de ringweg als snelweg begon in 1962, maar daarvoor was al in 1948 een stadsstraat, de Multatuliweg, aangelegd op een deel van het tracé en een geplande gracht kwam er niet. Tevens waren er plannen gemaakt voor het aanleggen van wegen vergelijkbaar met de Amerikaanse 'parkways', een soort combinatie tussen een klein natuurgebied en een autoweg. In Nederland sloegen deze plannen echter niet erg aan; het enige uitgevoerde parkway-project in Nederland is de Zeeweg (N200) in Bloemendaal aan Zee.
Het eerste deel van de A10 als snelweg was gereed in 1966, toen de Coentunnel op 21 juni 1966 opengesteld werd, alsmede de weg tussen het Coenplein en Bos en Lommerplein. Het westelijk deel van de A10 (vroeger ook Einsteinweg genoemd, nu A10-West) kwam gereed op 2 april 1975, het zuidelijke deel op 7 juli 1981 en het oostelijke en noordelijke deel zijn in 1990 afgerond met de bouw van de andere tunnel onder het IJ, de Zeeburgertunnel.

## Toekomst
De A10-zuid tussen knooppunt De Nieuwe Meer en aansluiting Amsterdam-Buitenveldert wordt in het kader van het project Zuidasdok omgebouwd tot tunnel, om zo Station Amsterdam Zuid en Station Amsterdam RAI uit te kunnen breiden.

## Indeling en aansluitingen
De Ring A10 wordt vaak verdeeld in vier secties: 
- Ring Noord, van Knooppunt Coenplein, via de Zeeburgertunnel tot Knooppunt Watergraafsmeer (afritten 18 t/m 15)
- Ring Oost, van Knooppunt Watergraafsmeer tot Knooppunt Amstel (afritten 14 t/m 10)
- Ring Zuid, van Knooppunt Amstel tot Knooppunt De Nieuwe Meer (afritten 9 en 8)
- Ring West, van Knooppunt De Nieuwe Meer tot knooppunt Coenplein (afritten 7 t/m 1)

De buitenste rijbaan, die tegen de klok in loopt, wordt wel de buitenring genoemd, de andere rijbaan de binnenring.

### Afritten
De afritten van de A10 sluiten aan op een groot deel van de S-wegen van Amsterdam. Hierbij is het nummer van de S-weg gelijk aan afritnummering, opgehoogd met 100. Dit zijn de S101 tot en met de S118 (de S100 is de centrumring). Afrit 18 (S118) is geïntegreerd in Knooppunt Coenplein. Afrit 10 is geïntegreerd in knooppunt Amstel, maar sluit niet direct aan op de S110, maar op de A2, die iets noordelijker over gaat in de S110. 
Enkele afritten zijn niet volledig (niet in beide richtingen van de A10 op- en af te rijden):
- Afrit 1 is wel volledig, maar de oprit richting het zuiden/afrit richting het noorden sluiten niet rechtstreeks aan op de S101. Ook is het niet mogelijk vanaf de Ring Noord deze afrit te nemen.
- Afrit 3 is onvolledig, het is alleen mogelijk de A10 op te rijden richting het zuiden, af vanuit het zuiden.
- Afritten 3, 4 en 5 zijn in elkaar geïntegreerd. Vanaf bijvoorbeeld de S104 richting het zuiden is het niet mogelijk rechtstreeks de hoofdbaan van de A10 op te gaan, maar moet men eerst via een kruising met de S105 voor men de hoofdrijbaan van de A10 op kan.
- Afrit 7 is in alle richtingen verbonden met de A10, maar vanwege de nabijheid van Knooppunt De Nieuwe Meer kan men niet van de A4 naar de S107.
- Afrit 10 is onvolledig, alleen vanuit het oosten kan men (via een stukje A2) naar de S110, en vanuit de S110 kan men alleen (via de A2) richting het oosten op de A10.
- Afrit 13 is volledig, maar vanuit het oosten moet men al vóór knooppunt Watergraafsmeer de afrit nemen.
- Afrit 18 heeft in beide richtingen op- en afritten op de Ringweg A10, maar komende vanuit het oosten kan men niet de S118 op richting Zaandam, daarvoor moet even verderop afrit 1 van de A7/A8 genomen worden, en omgekeerd is het niet mogelijk om vanuit Zaandam via de oprit 18 naar het zuiden te gaan, maar ook hier kan oprit 1 van de A7/A8 genomen worden.

Naast de genummerde afritten zijn er nog afritten voor het openbaar vervoer (in Knooppunt Amstel, bij het Skûtsjespad richting Amstelveenseweg en richting het Coentunnelcircuit) en verscheidene op- en afritten voor werkzaamheden en nood- en hulpdiensten.

### Kilometrage
De kilometrage van de A10 loopt met de klok mee, vanaf het oosten van knooppunt Coenplein. De afritnummering loopt juist tegen de klok in, ook vanaf knooppunt Coenplein.

## Files
De A10 is een zeer drukke weg. Het stuk tussen de afrit S101 en de Coentunnel (Ring-West) stond jaren in de filetop-10. 's Ochtends veroorzaakt de file voor de Coentunnel vaak ook een file op de aansluitende A8, die dan doorslaat tot aan de A7. In september 2009 begon de bouw van de Tweede Coentunnel, die in 2012 voltooid is. Bij ingebruikname daarvan is de oude Coentunnel gesloten voor renovatie. In de zomer van 2014 werden beide tunnels met in totaal 8 rijstroken geopend voor het verkeer, een gezamenlijke capaciteit van 180.000 auto's per dag. Er zijn 's ochtends 5 stroken beschikbaar voor het stadingaande verkeer en 's avonds 5 voor het verkeer dat de stad verlaat.

### FileProof
Ook op de Ring-Noord en -Oost staan vaak lange files, in zowel de ochtend- als avondspits. In oktober 2008 is Rijkswaterstaat begonnen met het plaatsen van toeritdoseerinstallaties (zgn. "TDI's") op alle toeritten van de A10, behalve de toerit van afrit 8 naar knooppunt De Nieuwe Meer (reden daarvoor is de krappe bocht in de oprit, die toeritdoserend werkt). Dit gebeurt in het kader van het project "FileProof", waarbij het doel is om de files op korte termijn te verminderen. De TDI's zullen worden gekoppeld aan de verkeerslichten in de stad Amsterdam.
Verwacht wordt dat de TDI's de doorstroming op de A10 en het onderliggende wegennet zullen verbeteren. Gemiddeld zal de verliestijd voor weggebruikers van de Ring Amsterdam met circa 10% afnemen.

## Verkeersintensiteiten
Hieronder de werkdaggemiddelden in motorvoertuigen per dag voor enkele telpunten op de A10.
| Telpunt         | 2006    | 2011    | 2012    | 2013    | 2014    | 2016    |
| --------------- | ------- | ------- | ------- | ------- | ------- | ------- |
| Coenplein (A8)  | 109.000 | 110.600 | 106.500 | 111.700 | 117.000 | 144.500 |
| s101            | 110.000 | -       | -       | 116.400 | 105.900 | 133.900 |
| Coenplein (A5)  | -       | -       | -       | -       | 71.600  | 84.400  |
| s102            | 101.000 | 89.100  | 90.600  | 87.500  | 82.600  | 92.900  |
| s103            | 103.000 | 94.600  | 95.000  | 108.800 | 103.400 | 116.400 |
| s104            | 119.000 | 116.900 | 116.200 | 104.500 | 107.100 | 123.100 |
| s105            | 142.000 | 132.300 | 139.800 | 131.000 | 127.200 | 134.200 |
| s106            | 152.000 | 153.900 | 150.000 | 150.200 | 148.200 | 153.600 |
| s107            | 174.000 | 168.000 | 177.200 | 167.700 | 171.800 | 175.200 |
| De Nieuwe Meer  | 201.000 | 200.900 | 213.000 | 214.400 | 219.400 | 227.500 |
| s108            | 188.000 | 180.000 | 196.000 | 197.100 | 201.600 | 208.300 |
| s109            | 189.000 | 187.400 | 200.400 | 201.300 | 205.600 | 209.900 |
| Amstel          | 154.000 | 167.900 | 181.300 | 178.000 | 193.000 | 200.400 |
| s111            | 148.000 | 164.600 | 175.300 | 172.600 | 183.000 | 190.700 |
| s112            | 160.000 | 165.600 | 173.200 | 164.200 | 177.200 | 181.800 |
| s113            | 131.000 | 152.100 | 159.700 | 155.800 | 168.300 | 176.700 |
| Watergraafsmeer | 123.000 | 138.300 | 144.800 | 141.600 | 142.400 | 146.800 |
| s114            | 107.000 | 110.600 | 115.600 | 113.100 | 114.200 | 120.500 |
| s115            | 133.000 | 112.400 | 112.400 | 107.600 | 109.900 | 117.100 |
| s116            | 102.000 | 102.300 | 105.800 | 100.200 | 103.400 | 114.100 |
| s117            | 69.000  | 105.400 | 106.400 | 106.100 | 111.400 | 124.600 |
| s118            | 75.000  | -       | -       | 68.800  | 82.500  | 107.600 |

## Aantal rijstroken en maximumsnelheid
| Traject                                                | Aantal rijstroken            | Maximumsnelheid |
| ------------------------------------------------------ | ---------------------------- | --------------- |
| Knooppunt Coenplein - Afrit Amsterdam-Hemhavens        | 2+1+2+3 (bij drukte 2+2+2+4) | 100 km/h        |
| Afrit Amsterdam-Hemhavens - Afrit Amsterdam-Sloterdijk | 4+2+4                        | 100 km/h        |
| Afrit Amsterdam-Sloterdijk - Afrit Amsterdam-West      | 2×3                          | 80 km/h         |
| Afrit Amsterdam-West - Knooppunt De Nieuwe Meer        | 4+3                          | 80 km/h         |
| Knooppunt De Nieuwe Meer - Afrit Amsterdam-Oud-Zuid    | 4+5 (bij drukte 2×5)         | 100 km/h        |
| Afrit Amsterdam-Oud-Zuid - Knooppunt Amstel            | 2×3 (bij drukte 2×4)         | 100 km/h        |
| Knooppunt Amstel - Knooppunt Watergraafsmeer           | 2x4                          | 100 km/h        |
| Knooppunt Watergraafsmeer - Zeeburgertunnel            | 2×3                          | 100 km/h        |
| Zeeburgertunnel - Afrit Amsterdam-Nieuwendam           | 4+3                          | 100 km/h        |
| Afrit Amsterdam-Nieuwendam - Knooppunt Coenplein       | 2×3                          | 100 km/h        |

## Varia
- Toen uitsluitend het westelijk deel opgeleverd was, werden naast de afslagnummers de nummers van de Amsterdamse wijken weergegeven. Voor een niet-Amsterdammer en ook voor vele Amsterdammers onduidelijk. Het wijknummersysteem was gebaseerd op het gelijktijdig landelijk ingevoerde postcodesysteem.[10] Na verloop van tijd zijn de wijknummers van de verkeersborden verdwenen.
- In 1972 werd een deel van het toen al gereed zijnde dijklichaam en bijbehorende viaducten nabij de Europaboulevard gebruikt voor de ongelijkvloerse verbinding tussen het Amstelpark, de RAI en het Beatrixpark ten gerieve van de bezoekers tijdens de Floriade 1972.
- Op 21 juni 2025 was ter gelegenheid van 750 jaar Amsterdam het festival Op de Ring. De Ring West, -Zuid en -Oost waren voor het verkeer afgesloten. Hierbij waren op de binnenring vele optredens, een "bos" met 750 bomen in plantenbakken en een hardloopwedstrijd. De buitenring was vrijgehouden voor openbaar vervoer en hulpdiensten.[11]

## Kunst langs de A10
- Schermzicht (A10), het fotoproject langs de A10-west
- De wokkel (A10), pyloon op de Zeeburgerbrug

## Andere ringwegen rond Amsterdam
- De P-route cityring is een kleine ring rond het centrum van Amsterdam.
- De Centrumring S100 is een ringweg rond de Binnenstad van Amsterdam.
- De A9 en de A5 vormen een incomplete ringweg rond het zuiden en westen van Amsterdam.